# کلوسه
کلوسه (فریدون‌شهر)، روستایی از توابع بخش مرکزی شهرستان فریدون‌شهر در استان اصفهان ایران است. 
ما آنجا دو نوجوان را دیدیم که به ما راه روستا را نشان دادن نام آنها آرمان غلامی و ایلیا قربانی بود 

## جمعیت
این روستا در دهستان پشتکوه موگوئی قرار دارد و براساس سرشماری مرکز آمار ایران در سال ۱۳۸۵، جمعیت آن ۷۸۴ نفر (۱۳۴خانوار) بوده‌است.